# Pinguiophyceae
Classe
Les Pinguiophyceae sont une classe d’algues de l’embranchement des Ochrophyta.

## Liste des ordres
Selon AlgaeBase (12 août 2017) :
- ordre Pinguiochrysidales Kawachi, Inouye, Honda, O'Kelly, Bailey, Bidigare & R.A.Andersen